# Rive - Volume 1
Rive - Volume 1 (noto anche come Rive, Volume 1 o Rive, Vol. 1) è il terzo album in studio del cantante italiano Fabio Curto, pubblicato il 15 giugno 2018 per l'etichetta Fonoprint.